# روث غيليغان
روث غيليغان (بالإنجليزية: Ruth Gilligan)‏ (1988، دبلن في جمهورية أيرلندا)؛ روائية أيرلندية.